# Gennarino Pappagalli
Gennarino Pappagalli (eigentlich Primo Di Gennaro; * 19. September 1909 in Rom; † 9. August 1990 ebenda) war ein italienischer Schauspieler.
Pappagalli trat in gesetztem Alter ab 1968 in zahlreichen Filmen als Komparse, Kleindarsteller und in Nebenrollen auf; so sind bis zu seinem Rückzug 1988 über siebzig Filme in seiner Filmografie zu finden. In den meisten davon spielte er wohlhabende Herren oder ältere Offizielle, für die er, mit schlohweißen Haaren und aristokratisch wirkenden Gesichtszügen prädestiniert war. Seine Ähnlichkeit mit Giovanni Agnelli wurde oftmals betont. Auch in wenigen Fotoromanen trat Pappagalli auf.

## Filmografie (Auswahl)
- 1968: Silvia e l’amore
- 1972: Il magnifico West
- 1973: …E continuavano a mettere lo diavolo ne lo inferno
- 1988: Casa mia casa mia